# Genny Caterina Pagliaro
Genny Caterina Pagliaro (ur. 15 października 1988 w Rovereto) – włoska sztangistka, dwukrotna złota medalistka mistrzostw Europy.
Na mistrzostwach Europy zdobyła cztery brązowe medale – w 2006, 2007, 2008 i 2011 roku – wszystkie w kategorii do 48 kilogramów. Nie została sklasyfikowana podczas igrzysk olimpijskich w Pekinie po niezaliczeniu trzech prób rwania.